# Asociación Cultural Peruano Británica
La Asociación Cultural Peruano Británica (siglas: ACPB), conocida también como "BRITÁNICO", es una asociación cultural sin fines de lucro que brinda la enseñanza del idioma inglés británico y que busca la promoción y el intercambio cultural entre el Reino Unido y el Perú. Fue fundada el 4 de marzo de 1937, siendo la primera institución de enseñanza oficial de inglés en el Perú.

## Historia
La Asociación Cultural Peruano Británica «BRITÁNICO» se fundó el 4 de marzo de 1937, siendo la institución pionera en la enseñanza del idioma inglés en el Perú. El primer local del BRITÁNICO estuvo ubicado en la calle Coca en el centro de Lima. En 1939, la asociación se mudó a la calle Divorciadas, también en el centro histórico de Lima. Ese mismo año se instaló la Biblioteca Británica. En 1941, se volvió a mudar a un nuevo local en la casa Aspíllaga. Cuatro años después, en 1948, la asociación volvió a cambiar de sede, esta vez se trasladó al local de Jr. Camaná, local con el que cuenta desde entonces. En 1959, el BRITÁNICO recibió la visita de la duquesa de Kent, acompañada por la princesa Alexandra, posteriormente en 1962, recibió también la visita del príncipe Felipe, duque de Edimburgo.
En 1972 la Asociación Cultural Peruano Británica compró la casona de San Isidro, donde construyó un edificio de aulas y ubicó en el primer piso la Biblioteca Británica. En 1980 se abrió un centro de enseñanza en el Malecón Balta, distrito de Miraflores, así también adquirió el cine Excelsior para convertirlo en el actual Teatro Británico. En 1986 se construyó un edificio nuevo en el local del distrito de Miraflores, en el primer piso se instaló el Centro Cultural del Británico (éste incluye el Teatro Británico, un auditorio y una galería de exposiciones). En 1993 se abrió el cuarto local en Monterrico, posteriormente se inauguró el quinto local en el distrito de San Miguel en 1995 y el sexto local en el distrito de San Borja. En 1999 se creó una división dedicada a atender a clientes corporativos, llamada entonces "In Company", hoy es la división de clientes externos.
A partir del año 2000 se inició el funcionamiento del séptimo local en Los Jardines, distrito de San Martín de Porres. Posteriormente la Asociación Cultural Peruano Británica abrió su octavo y noveno local, en 2001 en Camacho en el distrito de La Molina y, en 2002 en el distrito de Surco, respectivamente. Este último fue inaugurado por el príncipe Andrés, duque de York. En 2004 y en 2005 se realizaron obras de remodelación y de ampliación, tanto del Teatro Británico y de la Galería John Harriman, como de los centros de enseñanza del distrito de San Borja y de Los Jardines, distrito de San Martín de Porres. En el año 2007 se celebró el 70 Aniversario con los estudiantes, colaboradores y amigos de la asociación. Ese mismo año se inauguró la sede administrativa en el distrito de San Isidro, contando con la presencia de la princesa Ana, Princesa Real, como invitada de honor. En 2008 se inauguró su décimo local en el distrito de Pueblo Libre. A finales del año siguiente, en 2009, se aperturó su local número once en el distrito de San Juan de Lurigancho.
En el año 2019, se inauguraron dos nuevos locales en las ciudades de Arequipa y Trujillo, siendo los primeros fuera de Lima, además de inaugurar a inicios de 2020 un nuevo local en la capital en el distrito de Santa Anita.

## Sedes

### Administrativas
La Asociación Cultural Peruano Británica cuenta en la actualidad con las siguientes sedes administrativas:
- Administración central: Av. Arequipa 3445, San Isidro.
- Exámenes internacionales: Av. Arequipa 3445, San Isidro.
- Británico Empresarial: Calle Río de la Plata 152, San Isidro.

### Centros de enseñanza "Británico"
Fundada hace más de 86 años, la Asociación Cultural Peruano Británica, más conocida como el BRITÁNICO, fue la primera institución de enseñanza oficial del idioma inglés en el Perú. En la actualidad cuenta con las siguientes sedes como centros de enseñanza:
- Centro San Isidro: Av. Arequipa 3495, San Isidro.
- Centro San Borja: Av. Javier Prado Este 2726, San Borja.
- Centro Miraflores: Malecón Balta 740, Miraflores.
- Centro Surco: Av. Caminos del Inca 3551, Surco.
- Centro Monterrico: Av. Primavera 1770, Surco.
- Centro Camacho: Av. Javier Prado Este 4663, La Molina.
- Centro Lima: Jr. Camaná 787, Lima.
- Centro Pueblo Libre: Av. Bolívar 598, Pueblo Libre.
- Centro San Miguel: Av. La Marina 2554, San Miguel.
- Centro Los Jardines: Av. Alfredo Mendiola 1200, San Martín de Porres.
- Centro San Juan de Lurigancho: Av. Próceres de la Independencia 1531, San Juan de Lurigancho.
- Centro Santa Anita: Av. Los Ruiseñores 330, Santa Anita.
- Centro Arequipa: Calle Ernesto Novoa (ex. Loreto) 410, Arequipa.
- Centro Trujillo: Av. América Oeste 750 - C.C. Mallplaza, Trujillo.

## Centro Cultural

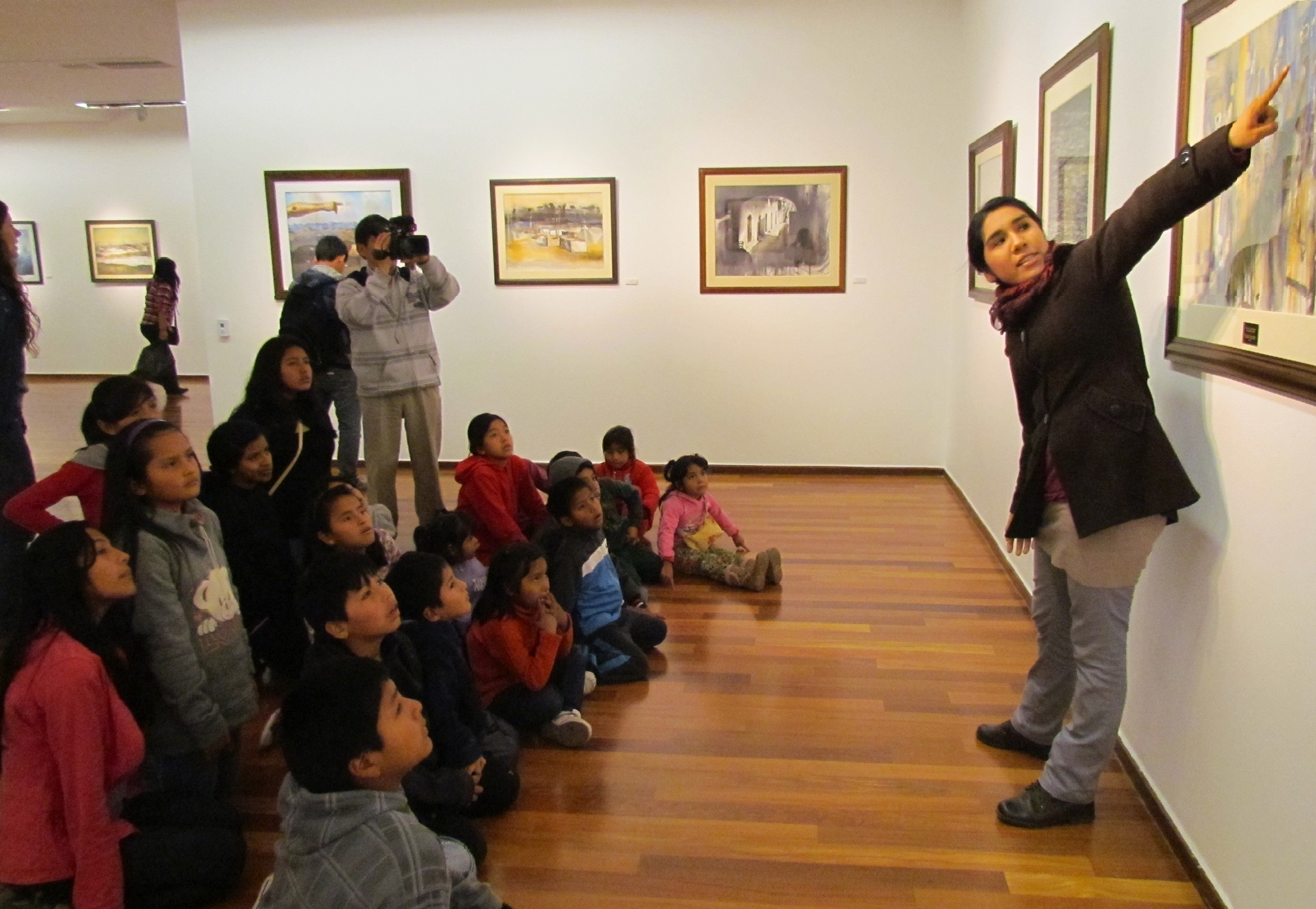
Vista de la Galería de Arte "John Harriman", en el Centro Cultural Británico, Miraflores.

Creado en 1987, el Centro Cultural de la Asociación Cultural Peruano Británica ha desarrollado una extensa y variada vida cultural, siendo un espacio de intercambio de las culturas Peruano-Británica. La sede principal de BRITÁNICO Cultural se ubica en el distrito de Miraflores. Aquí encuentran el tradicional Teatro Británico (refundado en 2004), la galería de arte John Harriman y el auditorio de Miraflores, este último responsable de realizar festivales nacionales. Además, en 2020 y con miras de seguir fomentando las actividades culturales se inaugura el Cultural Station, siendo el lugar ideal para la realización de festivales, proyecciones de cine, ferias, entre otros. Las direcciones de los diferentes lugares, son las siguientes:
- Británico Cultural: Jr Bellavista 531, Miraflores.
- Teatro Británico: Jr. Bellavista 531, Miraflores.
- Cultural Station: Jr. Bellavista 546, Miraflores.

De forma adicional, la Asociación Cultural Peruano Británica cuenta también con auditorios descentralizados, por medio de los cuales presenta actividades de diferentes géneros en los distritos de Santa Anita, San Juan de Lurigancho, Surco, Pueblo Libre, San Martín de Porres, San Miguel, Miraflores, Camacho, San Borja y la ciudad de Arequipa.

## Biblioteca
La Biblioteca del Británico - Británico Library - es un espacio de información y servicio bibliográfico con más de 26 mil títulos en inglés a disposición del público en general. Cuenta con diversas secciones, tales como: la colección general, infantil, referencia, hemeroteca, audiovisuales y multimedia. Asimismo, tiene renovados ambientes entre los que resaltan su sala de lectura, sala kids y salas de estudio grupal. También cuenta con acceso a bases de datos académicas y equipos especiales para personas con discapacidad visual. Las secciones están organizadas en el sistema de estantería abierta, facilitando la búsqueda del usuario en sala, además ofrecer acceso al catálogo virtual. En 2020 se inaugura una segunda sede, siendo Británico Library Miraflores, con el objetivo de seguir fomentando la lectura de nuestro estudiantes y de la comunidad.
- Británico Library San Isidro: Av. Arequipa 3495, San Isidro
- Británico Librar Miraflores: Calle Bellavista 538,Miraflores

## Exalumnos y docentes destacados
- Luis Hernández (poeta y médico)